# ОШ „Први српски устанак” Орашац
ОШ „Први српски устанак” Орашац, насељеном месту на територији општине Аранђеловац, основана је 1844. или 1845. године. Данашња школа се налази у оквиру спомен-комплекса Орашца, који представља непокретно културно добро као знаменито место од изузетног значаја.

## Историјат
Школа је била смештена у здању „примиритељског” суда, а као учитељ помиње се Георгиј Гашпаровић. Након одлуке да се у Орашцу подигне црква, уследила је молба Орашачке општине 21. јула 1869. године да се отвори школа у општинској кући која је просторно задовољавала основне школске потребе и да је потребно само поставити учитеља. За учитеља је тада постављен Милоје Бабић. Како је школа стално радила у адаптираним административним зградама места, због сталног пораста броја ђака, предложено је да се подигне нова школа.
Готово у исто време грађене су првобитна школа и садашња црква 1869. године, а освештао их је тадашњи орашачи парох Љубомир Тодоровић, који је службовао у Орашцу. Као први учитељ помиње се Милан Кекић. Зграда првобитне школе је порушена. Налазила се на месту данашњег ђачког игралишта, док друга по реду школска зграда постоји и данас, а налази се североистично од цркве и адаптирана је за потребе становања радника школе.

## Изградња спомен-школе
Изградњу садашње спомен-школе обећао је сам краљ Петар I Карађорђевић приликом посете Орашцу 1912. године пре почетка Првог балканског рата. Одбор за грађење спомен–школе у Орашцу формиран је 1923. године по налогу краља Александра Карађорђевића. Освећење темеља извршено је 1927. године. План школе израдио је архитекта Петар Гачић. Радови су били окончани 1932. године, а освећење спомен–школе било је 15. фебруара 1933. године.

## Школа у Копљарима
Од 1962. године, у саставу школе у Орашцу, као матичне школе, налази се издвојено одељење у селу Копљаре. Школа је као четвороразредана основана 1868. године. 